# Ancaudellia noonadan
Ancaudellia noonadan är en kackerlacksart som beskrevs av Roth, L. M. 1982. Ancaudellia noonadan ingår i släktet Ancaudellia och familjen jättekackerlackor.
Artens utbredningsområde är Papua Nya Guinea. Inga underarter finns listade i Catalogue of Life.